# 富田晶子
富田 晶子（とみた しょうこ、3月11日 - ）は、日本のフレアバーテンダー兼モデルで女優ある。フレアネームはShoko。新潟県出身。身長157cm、血液型A型。
現在は日本、ニューヨーク、ロサンゼルスで世界各国でフレア―ショーを披露しつつ、テレビ出演や、映画・ドラマでバーテンダー監修、女優としても活躍をしている

## 略歴
美人すぎるバーテンダーとして、メディア・雑誌などに取り上げられる。映画、ドラマでも女優として出演。 漫画『まどろみマーメイド』ではモデルを務め、実写ドラマ『まどろみバーメイド』には女優として出演している。 
フレアバーテンダー兼モデルとして活動し、国内外で多くのフレアの大会に出場。2009年、グアムで開催されたフレアの国際大会「Jam Session 2009」で世界初の女性での優勝。女性フレアバーテンダーとしては世界的にも珍しい4本のボトルを自由に操り、男性含め世界に5人といない、ボトル5本カスケードにも挑戦する実力派フレアバーテンダーである。
世界で富田晶子にしかない4本ボトルからの足技（SHOKO　Quattro Flamingo）を持つ
また2016年にはパフォーマーとしてアポロシアターにも出演する。
富田ならではの新たなオリジナルショーをつくり日本、世界各国で年間250本以上に出演。

## 人物
- ボトル5本のカスケードができる、数少ないフレアバーテンダーである。

※ 世界で富田晶子にしかない4本ボトルからの足技（SHOKO　Quattro Flamingo）を持つ
- 剣道2段、少林寺拳法もたしなむ。
- 日本舞踊10年、茶道の心得もある。
- 情報処理検定3級、国際運転免許の資格を有する。

## フレアバーテンディングのコンペティション
- 2004年
  - BigAppleコンペティション（ニューヨーク）
  - pinacleコンペティション（カナダ）
- 2007年 Red Bear FBA コンペティテション 準優勝
- 2008年
  - Redroomコンペティション（ラスベガス）
  - Redhouseコンペティション（イギリス）
  - 横浜市長杯フレア部門 準優勝
- 2009年 Jam Session 2009世界大会（グアム） 優勝 
男女同じ大会にて 女性初の優勝を飾る

## 音楽配信
- 2014年
  - 8月7日 ベストフレンド
  - 10月7日 ひとつだけの星

## 映画　TVドラマ
- 2013年
  - 5月11日 探偵はBARにいる2 ススキノ大交差点
- 2019年
  - 6月7日 エリカ38
- 2019年　 漫画『まどろみマーメイド』ではモデルを務め、実写ドラマ『まどろみバーメイド』には女優として出演している。 第1話、第7話、第11話　富田晶子本人役として女優出演。

## 出演（テレビ・ラジオ・WEB番組）
- 1998年～2000年 アイドル活動（雑誌　Fraiday,ヤングマガジン、スピリッツ、湘南ケーブルテレビ（大磯ロングビーチ紹介）、あの子に会いたい（TBS）、お台場ラジオパーソナリティ1年間

2009年
- あらびき団（TBS）
- こんにちはいっと6けん（NHK ）

2010年
- 全力坂（テレビ朝日 ）フレアバーテンダーとして出演
- うたばん（TBS）
- DON!（日本テレビ）
- MAG・ネット（NHK-BS2 ）
  - ハケンOLは見た!（テレビ東京 ）

2011年
- 俳優の集まるレストラン（テレビ朝日）ドラマ「バーテンダー」PR番組
- 「地球テレビ エル・ムンド」（NHK-BS1）4月1日 -  月、火、水、金、レギュラー出演
  - 2013年からは「エル・ムンド」と週一回になったが、不定期（月2回）で引き続き出演
- ぷっ』すま（テレビ朝日）
- スクール革命!（日本テレビ）
- TENNY（新潟テレビ）
- スマートラウンジ（BS朝日）
- しか〜も！！（日本テレビ）あんこを使ったカクテルを考案
- 大阪ほんわかテレビ（読売テレビ）
- ザ・プライムショー（WOWOW）

2012年
- Dreaming（新潟総合テレビ）
- ブラマヨ初心忘るべからず
- 女子才彩（BS-TBS）

2013年
- [NHK-BSプレミアム]「石井竜也のショータイム」
- 行列のできる法律相談所（日本テレビ）
- 元気のアプリ（日本テレビ）

2014年
- 実話ナヤンデルズ（テレビ朝日）
- 世界人（BS-TBS）

2015年
- SPA！監修 秘密のゾノ（NOTTV）
- スアニ！TV（MXテレビなど）
- GQ JAPAN Beautiful Supporters～僕たちをサポートしてくれる、美しき女神たち～（WEB）
- LoGiRL（テレビ朝日WEB番組）

2016年
- ゆうなび（BSN新潟放送）

2017年
- ひるキュン！2017お正月SP（MXテレビ）
- 重要参考人探偵（テレビ朝日）バーテンダー監修&出演
- ココロのエンジン（テレビ東京）
- Harumi’s Kitchen（Amazonプライムビデオ）ひと口ポテトケーキ編ゲスト出演

2018年
- Cleansui Morning Table（J-WAVE）マンスリーゲスト
- ごごナマ（NHK総合）
- 中居くん学ぶスイッチ（TBS）
- 夢なら醒めないで（TBS）
- 激レアさんを連れてきた。（テレビ朝日）

2019年　
- 木村さ～～ん！特番～～！（GYAO!)　バーテンダー出演、講師
- 激レアさんを連れてきた。（テレビ朝日）
- まどろみバーメイド第1話、第7話、第11話（テレビ大阪）
- 24時間テレビ（TeNYテレビ新潟）

2020年
- 橋本マナミのハイスペ女子図鑑（1月）
- 嵐にしやがれ（8月8日、日本テレビ）- フレア監視&出演
- 2024年1月5日　探偵ナイトスクープに出演　https://www.asahi.co.jp/knight-scoop/
- 2024年　5月　日刊現代に掲載
- 2025年3月29日　NHK「生中継！べらぼう 江戸の桜絵巻」　出演

## 新聞・雑誌
- 2008年11月13日 日刊ゲンダイ
- 2009年
  - 8月10日 サンケイエクスプレス
  - 12月7日 講談社フライデーSpecial
  - 12月15日 扶桑社週刊SPA!
- 2011年
  - 2月14日 集英社週刊プレイボーイ
  - 2月23日 小学館CanCam
  - 4月21日 週刊文春
  - 8月27日 読売新聞
- 2012年
  - 1月11日 サンケイスポーツ スポーツ報知 日テレニュース テレ朝ニュース 日刊スポーツ デイリースポーツ
  - 2月10日 月刊Voice
  - 11月17日 日刊ゲンダイ
- 2013年
  - 6月6日 MEN'S EX
  - 8月12日 FLASHスペシャル
- 2014年
  - 8月16日 [東京中日スポーツ]
  - 12月22日 女性セブン

海外雑誌掲載
- 2011年
  - 12月 Sharp Daily 爽報 Hong Kong Economic Times 経済日報

## Webサイト
- 2008年 ダイビング器材ショップ「ソニア」
- 2009年 ワッチミー!TV 超人発掘列伝
- 2009年 つか金フライデーX
- 2010年 ロッテFit'sガム
- 2019年 木村さ～～ん！特番～～！（GYAO!)

## WEB CM
- 2010年 カロリーメイト（夢中の途中に　WEB CM）
- 2012年 カロリーメイト（夢中ドキュメンタリーWEB CM）
- 2014年 SONY（XPERIA Z3 WEB CM）

## イベント
2009年
- 5月4日 ハワリンバヤル2009（駐日モンゴル国大使館公式推薦）
- 8月22日、8月29日 フジテレビお台場合衆国

2011年
- 8月13日 サマーソニック2011 フレアショー

2012年 - 2018年
- 4月20日 Tokyoインターナショナル・バーショー
- 2011年 - 2018年 香港、韓国、台湾,Vietnam,NewYork,Los Angeles,Spain Barcelona,Tarega,France,Netherlands,Turkey

2009年 - 2020年
海外フェスティバル等含め、日本、世界各国にて、企業パーティー、イベントなど年間250本以上ショーに出演している